# 老友记 (第六季)
《老友记》第六季，是由大衛·克雷恩和瑪塔·考夫曼制作的美国情景喜剧。它由布萊特考夫曼克雷恩製片公司联合华纳兄弟电视公司制作，并于1999年9月23日在美国的NBC电视台（全国广播公司）首播，该季共25集，于2000年5月20日结束。

## 剧情
紧接上一季的情节，罗斯和瑞秋喝醉了之后稀里糊涂的结了婚，酒醒之后两人意识到这是一个错误决定宣布结婚无效，但是罗斯不愿意被人取笑为“离过三次婚的男人”而欺骗瑞秋说他们已经办妥了手续，最后瑞秋终于发现了两个人还是夫妻，大闹了一番之后最终还是离了婚。莫妮卡和钱德勒决定同居，瑞秋只能搬去和菲比同住。乔伊获得了在一部电视剧中担纲主演的机会，不过与他合作的卻是一个机器人。罗斯开始在纽约大学教书，还开始和他的学生伊丽莎白（亞歷山德拉·霍爾登饰演）交往。菲比和瑞秋的公寓不慎着火。瑞秋只能搬去和乔伊同住，而菲比则住进了莫妮卡和钱德勒的公寓。钱德勒终于下定决心向莫妮卡求婚，正当要开口时，莫妮卡的前男友理查出现了，虽然理查承认还是爱着莫妮卡，但是莫妮卡最终还是答应了钱德勒的求婚。

## 演员

### 主要演员
- 珍妮佛·安妮斯顿（Jennifer Aniston） 饰演 瑞秋·葛林（Rachel Karen Green）。
- 柯特妮·考克斯·阿凯特（Courteney Cox Arquette） 饰演 莫妮卡·盖勒（Monica Geller）。
- 丽莎·库卓（Lisa Kudrow） 饰演 菲比·布菲 （Phoebe Buffay）。
- 麦特·勒布郎（Matt LeBlanc） 饰演 乔伊·崔比雅尼（Joey Francis Tribbiani）。
- 马修·派瑞（Matthew Perry） 饰演 钱德·宾（Chandler Muriel Bing）。
- 大卫·史威默（David Schwimmer） 饰演 罗斯·盖勒（Ross Eustace Geller）。

### 客串演员
- 瑪姬·惠勒（英语：Maggie Wheeler） 饰演 珍妮斯 （钱德的前女友）
- 艾里歐特·古爾德（英语：Elliott Gould） 饰演 杰克·盖勒 （罗斯与莫妮卡的父亲）
- 克莉絲汀娜・皮科斯（英语：Christina Pickles） 饰演 朱迪·盖勒 （罗斯与莫妮卡的母亲）
- 瓊·蓋博（英语：June Gable） 饰演 艾斯黛拉（乔伊的经纪人）
- 簡·西貝特（英语：Jane Sibbett） 饰演 卡罗（罗斯的女同性恋前妻）
- 潔西卡·何屈（英语：Jessica Hecht） 饰演 苏珊 （罗斯的女同性恋前妻的现任妻子）
- 詹姆斯·邁克爾·泰勒（英语：James Michael Tyler） 饰演 甘瑟 （中央咖啡馆店员）

### 不定期出演演员
- 艾麗·麥花遜 饰演 杰妮（乔伊的辣妹室友）
- 亞歷山德拉·霍爾登（英语：Alexandra Holden） 饰演 伊丽莎白·史蒂文 （罗斯的师生恋女友）
- 布魯斯·威利 饰演 保罗·史蒂文 （伊丽莎白的父亲）
- 瑞絲·薇斯朋 饰演 杰尔·格林 （瑞秋的妹妹）
- 湯姆·謝立克 饰演 理查 （莫妮卡的前男友）

## 分集剧情
| 总集数 | 季中集数 | 标题                                                             | 导演            | 编剧                                                           | 首播日期       | 制作编码        |
| --- | -------- | ---------------------------------------------------------------- | --------------- | -------------------------------------------------------------- | -------------- | --------------- |
| 122 | 1        | 拉斯维加斯之后 The One After Vegas                               | Kevin Bright    | Adam Chase                                                     | 1999年9月23日  | 225551          |
| 罗斯和瑞秋酒醒后发现两人已成婚的事实，然后决定取消注册。菲比和乔伊开着菲比奶奶的出租车回纽约。莫妮卡和钱德勒还在思考是否需要将两人的关系向前跨越一步而结婚。 |          |                                                                  |                 |                                                                |                |                 |
| 123 | 2        | 罗斯没有取消婚约 The One Where Ross Hugs Rachel                  | Gail Mancuso    | Shana Goldberg-Meehan                                          | 1999年9月30日  | 225552          |
| 莫妮卡和钱德勒告诉乔伊和瑞秋两人决定开始同居。乔伊为这个决定大受打击，但是钱德勒保证两人的友谊绝对不会变质。反倒是瑞秋不以为然……只不过是因为她根本没有意识到钱德勒搬进来，她就必须搬出去。这种反应让天生好强的莫妮卡感到很是吃醋，当她向瑞秋开诚布公的提到现在的状况之后瑞秋终于也明白：这算是“一个时代的终结”。瑞秋决定搬去和罗斯同住，但是菲比觉得这个不是一个好方案，因为她知道罗斯并没有取消两人的婚约，而罗斯对瑞秋仍怀着一份情。 |          |                                                                  |                 |                                                                |                |                 |
| 124 | 3        | 罗斯的辩白 The One with Ross's Denial                            | Gary Halvorson  | Seth Kurland                                                   | 1999年10月7日  | 225553          |
| 罗斯否认自己还对瑞秋念念不忘，还邀请瑞秋入住他的公寓。莫妮卡无视钱德勒要把次卧装修成游戏室的建议，这让两人陷入了一场争吵，因为钱德勒认为莫妮卡还认为这只是“她自己的”公寓。 |          |                                                                  |                 |                                                                |                |                 |
| 125 | 4        | 乔伊失去了医疗保险 The One Where Joey Loses His Insurance        | Gary Halvorson  | Andrew Reich与Ted Cohen                                        | 1999年10月14日 | 225554          |
| 乔伊因为很久没有工作而失去了演员公会的医疗保险，还祸不单行的患上了疝气。无力支付治疗费用的他又不想再问钱德勒借钱，为了让自己的医疗保险重新有效，他只能重新开始参加试镜应征工作。但他现在“怪叔叔”的状态却不太讨喜。罗斯接受了一份在纽约大学讲课的工作，为了让他的学生们留下印象，他开始模仿英国口音。瑞秋终于发现了自己和罗斯还是已婚的事实。 |          |                                                                  |                 |                                                                |                |                 |
| 126 | 5        | 乔伊的保时捷 The One with Joey's Porsche                         | Gary Halvorson  | Perry M. Rein与Gigi McCreery                                   | 1999年10月21日 | 225555          |
| 瑞秋逼罗斯去取消登记，但是罗斯却不情愿，因为他不想离第三次婚。当瑞秋发现罗斯还在拖延的时候，她决定自己将来填写表格，在表格中她称罗斯是同性恋，精神状态不稳定还有严重的毒瘾，这让法官觉得他们藐视法庭而驳回了他们的撤销申请，导致他们只能用离婚来解决。罗斯为自己离了三次婚而痛苦不堪，为了安慰他，瑞秋坦诚结婚是她的主意。乔伊在咖啡馆里捡到了一把保时捷车的车钥匙。菲比帮他的弟弟做临时保姆照看三胞胎，还拖莫妮卡和钱德勒下水，钱德勒误吞了玩具兵的玩具枪而不得不去医院，只剩下菲比掌控大局... |          |                                                                  |                 |                                                                |                |                 |
| 127 | 6        | 最后一夜 The One on the Last Night                               | David Schwimmer | Scott Silveri                                                  | 1999年11月4日  | 225556          |
| 这是钱德勒搬去莫妮卡公寓前的最后一晚，钱德勒想给乔伊一些钱让他能独立应付一段时间，但是乔伊却拒绝了钱德勒的好意。钱德勒只能在一个他自己杜撰的纸牌游戏里故意输了乔伊2000美金。一向懒散的瑞秋直到最后时刻都还没开始打包准备搬去菲比的公寓，原本以为会惹莫妮卡生气的时候，瑞秋利用莫妮卡的怪癖将这事给糊弄了过去。 |          |                                                                  |                 |                                                                |                |                 |
| 128 | 7        | 菲比，跑，菲比 The One Where Phoebe Runs                         | Gary Halvorson  | Sherry Bilsing & Ellen Plummer                                 | 1999年11月11日 | 225557          |
| 瑞秋和菲比开始同住，两人相约一起跑步健身，但是瑞秋却被菲比古怪的跑姿搞的尴尬不已。乔伊找了一名新室友：一位热辣的澳大利亚女舞者。钱德勒为公寓搞了一个大扫除想讨好莫妮卡，但是却忘记了挑剔并略有些偏执的莫妮卡将物品原先摆放的位置... |          |                                                                  |                 |                                                                |                |                 |
| 129 | 8        | 罗斯的牙齿 The One with Ross's Teeth                             | Gary Halvorson  | Perry M. Rein与Gigi McCreery                                   | 1999年11月18日 | 225558          |
| 罗斯为了赴约而去美白了牙齿，但是貌似做的有点过头了。菲比在瑞秋工作的拉尔夫劳伦闹了场不大不小的绯闻。 |          |                                                                  |                 |                                                                |                |                 |
| 130 | 9        | 罗斯的大麻 The One Where Ross Got High                           | Kevin S. Bright | Gregory S. Malins                                              | 1999年11月25日 | 225559          |
| 罗斯被逼无奈向钱德勒坦诚为什么他的父母不喜欢钱德勒，在他大学时，他将自己抽大麻的事情栽赃在了钱德勒身上。瑞秋尝试着在感恩节晚宴上做一道甜点，但是由于食谱前后两页粘在了一起而搞糟了。 |          |                                                                  |                 |                                                                |                |                 |
| 131 | 10       | 新年狂欢倒计时 The One with the Routine                          | Kevin S. Bright | Brian Boyle                                                    | 1999年12月16日 | 225561          |
| 杰妮在电视节目Dick Clark新年狂欢倒计时中获得了一次演出机会，同时也邀请了乔伊和该节目大粉丝的罗斯和莫妮卡兄妹参加。 乔伊千方百计的想获得杰妮的“午夜之吻”，而罗斯和莫妮卡则想尽办法在节目里出风头。与此同时，菲比、钱德勒和瑞秋则在公寓里开始了一场寻宝之旅... |          |                                                                  |                 |                                                                |                |                 |
| 132 | 11       | 瑞秋的新家具 The One with the Apothecary Table                   | Kevin S. Bright | Story: Zachary Rosenblatt Teleplay: Brian Boyle                | 2000年1月6日   | 225560          |
| 杰妮和乔伊终于开始约会了，只是杰妮表示自己无法忍受钱德勒和莫妮卡的聒噪，要求乔伊在她和老友之间做出选择。瑞秋在菲比讨厌的量版式家具店买了一张桌子，只能对菲比谎称这是一张从跳蚤市场里淘来的古董桌，最终这个谎言在罗斯家被拆穿了。 |          |                                                                  |                 |                                                                |                |                 |
| 133 | 12       | 抄袭风波 The One with the Joke                                   | Gary Halvorson  | Andrew Reich与Ted Cohen                                        | 2000年1月13日  | 225562          |
| 钱德勒为《花花公子》杂志刊登了罗斯的笑话而感到非常沮丧，因为他声称，这个笑话最先是他想出来的。菲比说，她情愿跟瑞秋做朋友因为莫妮卡太挑剔，而瑞秋则很好对付。这让其他两个女孩听了心里都不是滋味。乔伊为了生计开始在中央咖啡馆做服务生，但为了一次试镜而被刚瑟开除，为了证明自己并不是善茬，被菲比刺激到了的瑞秋为乔伊讨回了公道。 |          |                                                                  |                 |                                                                |                |                 |
| 134 | 13       | 小妹到访 The One with Rachel's Sister                            | Gary Halvorson  | 编剧: Seth Kurland 脚本: Sherry Bilsing与Ellen Plummer         | 2000年2月3日   | 225563          |
| 乔伊以自己服务员的身份，为许多漂亮女孩子提供免费的咖啡和食物，这让他在刚瑟那里惹出了麻烦。莫妮卡得了流感，但是好强的她却死活不肯承认。瑞秋的小妹吉尔（瑞絲·薇斯朋饰演）跑来找瑞秋，因为过于娇纵的她被父亲切断了经济来源，并让她来找瑞秋好好学习如何独立生活。 |          |                                                                  |                 |                                                                |                |                 |
| 135 | 14       | 哭不出来的钱德勒 The One Where Chandler Can't Cry                | Kevin S. Bright | Andrew Reich和Ted Cohen                                        | 2000年2月10日  | 225564          |
| 钱德勒声称世上没什么东西可以让他落泪，他的朋友想尽的办法想弄哭他。菲比发现她的孪生姐妹乌苏拉假借她的名字拍摄成人电影，菲比跑去电影公司，把拍摄的报酬占为己有报复了回来。罗斯和吉尔开始约会，最后却发现，吉尔是在利用这段关系好让瑞秋吃醋。 |          |                                                                  |                 |                                                                |                |                 |
| 136–137 | 15–16    | 假想老友记 The One That Could Have Been                          | Michael Lembeck | Gregory S. Malins、Adam Chase、David Crane与Marta Kauffman     | 2000年2月17日  | 225565 & 225566 |
| 老友们假设如果生活的轨迹如果不是这样的，他们的生活会是如何：罗斯和卡罗没有离婚；莫妮卡还是个肥妞；钱德勒是个潦倒的作家；乔伊还是《我们的生活》中的明星；而瑞秋则还是美白富的牙医太太；菲比则成了一个股票经纪人。老姑娘莫妮卡和一位名叫罗杰的医生约会，思索着如果献出自己的第一次。罗斯希望为自己的婚姻增加一点刺激所以提议卡罗组织一次“三人行”。电视迷瑞秋陷入了乔伊的情网，而钱德勒则成了乔伊的助理以此赚点生活费。菲比的股票崩盘引发了她的心脏病，住院期间，她又被公司炒了鱿鱼。罗斯终于在“三人行”时明白自己的妻子是个女同性恋。瑞秋和乔伊差点出轨，当瑞秋回家时，却发现自己的丈夫对自己不忠。莫妮卡想向罗杰求欢，罗杰却临时有事离开了，最后莫妮卡和钱德勒睡在了一起...事情最终还是向原本就应该如何发展的方向发展... |          |                                                                  |                 |                                                                |                |                 |
| 138 | 17       | 防卫意识 情人节礼物 The One with Unagi The One with the Mix Tape | Gary Halvorson  | 故事: Zachary Rosenblatt 脚本: Adam Chase                      | 2000年2月24日  | 225568          |
| 瑞秋和菲比去上了一堂女性自卫术的课，练空手道的罗斯试着偷袭她们~并嘲笑她们没有“Unagi”即所谓的“防卫意识”。（事实上，正如瑞秋和菲比所说的“Unagi”是鳗鱼）。钱德勒和莫妮卡因为工作关系延后庆祝他们同居后的第一个的情人节，原本商定互赠自制礼物的他们却都忘了这事。莫妮卡只能用菲比做的袜子兔子充门面，而钱德勒则“幸运”的发现了一版自制情歌音乐的磁带。那是钱德勒的前女友珍妮丝送给他的...乔伊想去参加些“医学实验”赚点外快，他发现了一个双胞胎能参加的研究项目，并有2000美金的酬劳，但现在的问题是怎么去找一个自己的双胞胎兄弟来... |          |                                                                  |                 |                                                                |                |                 |
| 139 | 18       | 魔男的条件 The One Where Ross Dates a Student                    | Gary Halvorson  | Seth Kurland                                                   | 2000年3月9日   | 225567          |
| 罗斯和他所教的一名古生物学学生开始约会，老友们自然不会放过他猛开他玩笑。但是罗斯却担心这样会对他的教学事业有所影响。瑞秋和菲比的公寓着火了，她们只能搬去乔伊和莫妮卡那里。瑞秋住进了莫妮卡新装修的客房，因为以为是自己的蜡烛引起的火灾，菲比只能住进乔伊脏兮兮的男生公寓。后来事故调查表明，是瑞秋的直髮器惹的祸，两人只能换回来。不过，瑞秋却发现，乔伊更加容易相处，而菲比在挑剔和洁癖的莫妮卡的公寓却度日如年。 |          |                                                                  |                 |                                                                |                |                 |
| 140 | 19       | 乔伊的冰箱 The One with Joey's Fridge                            | Ben Weiss       | 故事: Seth Kurland 编剧: Gigi McCreery与Perry M. Rein          | 2000年3月23日  | 225569          |
| 乔伊的冰箱坏了，但是他却负担不起新冰箱的价钱，所以只能向老友们敲诈。罗斯的学生女友准备去迈阿密度春假，罗斯却不太情愿。瑞秋要参加公司的舞会却没有舞伴，便请菲比、钱德勒和莫妮卡帮忙，而两方都觉得自己介绍的男子更优秀而大闹了一场。 |          |                                                                  |                 |                                                                |                |                 |
| 141 | 20       | 机器人与我 The One with Mac and C.H.E.E.S.E.                     | Kevin S. Bright | Doty Abrams                                                    | 2000年4月13日  | 225575          |
| 乔伊准备参加一次电视剧主角的试镜，但是钱德勒却忘记转告乔伊确切的时间让他错过了这次面试。愤怒的乔伊回顾了两人的友谊。 |          |                                                                  |                 |                                                                |                |                 |
| 142 | 21       | 拜见岳父大人 The One Where Ross Meets Elizabeth's Dad            | Michael Lembeck | 故事: David J. Lagana 脚本: Scott Silveri                      | 2000年4月27日  | 225570          |
| 罗斯为要和伊丽莎白的父亲保罗见面而感到非常紧张 (布魯斯·威利客串)。乔伊开始在《机器人与我》中开始演出，但是他却和操控机器人的家伙处的不够好...菲比参照莫妮卡和钱德勒开始写一本书。 |          |                                                                  |                 |                                                                |                |                 |
| 143 | 22       | 度假屋 The One Where Paul's the Man                              | Gary Halvorson  | 故事: Brian Caldirola 剧本: Sherry Bilsing & Ellen Plummer     | 2000年5月4日   | 225571          |
| 保罗告诉罗斯，不允许他再接近自己的女儿，不然就向校方检举他们之间的关系让罗斯失业。继续在暗中交往的罗斯和伊丽莎白决定去她在乡下的度假小屋共度周末，而正与瑞秋热恋的保罗也正有此意。女孩们在一间博物馆帮莫妮卡下了婚礼场地的预定，但是被钱德勒发现了。这让害怕承诺的钱德勒非常恐慌，莫妮卡只能极力安抚他...不过事实上，钱德勒早就有了求婚的打算。 |          |                                                                  |                 |                                                                |                |                 |
| 144 | 23       | 戒指 The One with the Ring                                       | Gary Halvorson  | Ted Cohen与Andrew Reich                                        | 2000年5月11日  | 225572          |
| 钱德勒请菲比帮忙帮他挑选订婚戒指，他们挑中了一枚完美的戒指，但是钱德勒没有带够钱只能出去取。而负责帮钱德勒看住戒指的菲比却大意了。与此同时，瑞秋想让外表坚强的保罗敞开心扉，却不小心让保罗彻底的崩溃了。不知道钱德勒在忙什么的乔伊和罗斯因为钱德勒一直和菲比混在一起而对他心生不满。 |          |                                                                  |                 |                                                                |                |                 |
| 145–146 | 24–25    | 求婚记 The One with the Proposal                                 | Kevin S. Bright | Scott Silveri与Shana Goldberg-Meehan & Andrew Reich与Ted Cohen | 2000年5月18日  | 225573 & 225574 |
| 钱德勒请莫妮卡出去吃饭，并打算在饭店里向莫妮卡求婚。正当一切发展的很顺利的时候，莫妮卡的前男友理查出现在了餐厅打乱了钱德勒的计划。回到公寓，钱德勒开始担心两人之间的关系，这让莫妮卡以为钱德勒还不想在感情上稳定下来。罗斯重新审视了他和伊丽莎白之间的关系，他认为伊丽莎白可能太不成熟两个人也许并不合适，两人最终分了手。乔伊不小心在慈善拍卖会上买了一艘船，而且激发了他当一个水手的想法。理查来找莫妮卡，向她表白说他愿意结婚并生小孩，希望和莫妮卡重新开始。钱德勒故意让莫妮卡觉得自己并不打算和他结婚，并以为莫妮卡会离开他，但是后来却发现，莫妮卡准备了一次完美的求婚仪式。最后，钱德勒向莫妮卡求婚，莫妮卡也答应了... 这是饰演理查的湯姆·謝立克最后一次在全剧中出现。                                          |          |                                                                  |                 |                                                                |                |                 |

## 注脚
1. 1 2  这些剧集在首播时为两集连播，但在其他电视台播映、重播以及DVD中分割为两集。